# 李宗仁
李宗仁（1891年8月13日—1969年1月30日），字德鄰，廣西桂林人，生於桂林府臨桂縣西鄉村，一級上將，中國國民黨黨員。新桂系首领，曾任行憲後首任中華民國副總統、代理總統。
李宗仁在家中排行老二，幼年家貧務農，18歲入廣西陸軍小學。1910年，參加中國同盟會支部，辛亥革命後陸軍小學改組，畢業於廣西陸軍速成學校。
李宗仁以實力軍人之姿，在廣州加入孫中山陣營。後與白崇禧、黃紹竑合作，統一廣西全省，並擁護广州国民政府。國民革命軍北伐時，帶領廣西軍隊一路由湖南進攻至山海關。北伐以後中華民國大陸時期南京十年，屢次發動和参與1929年的蔣桂戰爭、1930年的中原大戰等內戰，亦苦心經營大本營廣西。抗日戰爭時，任第五戰區司令長官，動員廣西將士抗日，指揮多次大戰，在台兒莊會戰中名震一時。
1948年行憲，李宗仁經國民大會當選中華民國副總統。1949年1月，李宗仁接替引退的蔣介石代行總統職權。1949年11月20日，政府自陪都重慶西撤至成都，李宗仁作為代理總統沒有一同前去，而是乘機到香港，進醫院治療胃病，並將軍政大權交由時任行政院長閻錫山全權處理。李宗仁在香港守候兩週後與家人一道出走美國。李宗仁未赴台繼續擔任副總統，1954年遭監察院彈劾、國民大會決議罷免解職（然而李的任期僅剩兩個多月，故國民大會的罷免決議實質意義並不大），1965年經瑞士回到中國大陸，1969年病逝於北京。

## 生平

### 早年經歷
1908年春，李宗仁考入廣西陸軍小學堂第三期:91。1912年，李宗仁考入廣西陸軍速成學校，1913年秋畢業:92。李宗仁只在將校講習所見習3個月，當過隊附，旋為桂林模範小學體操教員，月薪16元:92。
1916年5月1日，肇慶成立兩廣護國軍都司令部:93。1916年護國軍興復，李宗仁參軍。李宗仁在謝維德連中當中尉排長:94。李宗仁再入湖南護法，負傷遷營長，隸林虎部。1917年，林虎部周毅夫團入湖南境，交馬濟指揮，李宗仁升第一連連長；1919年春，李宗仁升第一營營長，回廣東移駐東江淡水抵禦陳炯明援閩粵軍:95-97。1920年底，李宗仁至玉林的興業縣駐防:99。1921年，左翼粵軍陳炯光發表李宗仁為粵桂邊防軍第三路司令:101。

### 統一廣西

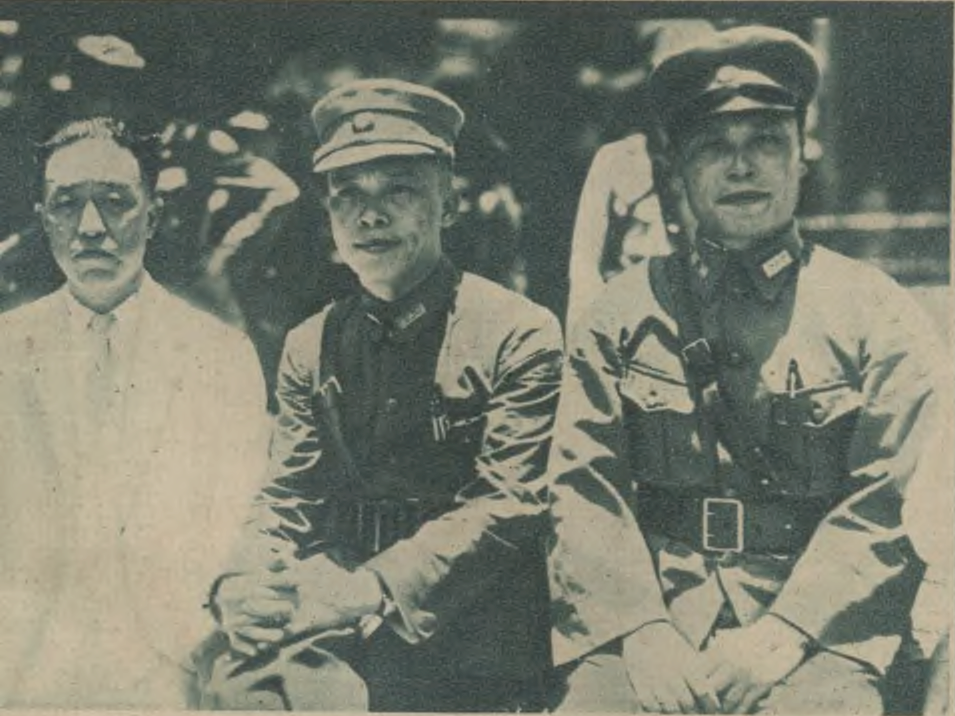
陳濟棠下野前與李宗仁（右）劉蘆隱

第二次粤桂战争后，舊桂系敗績，李宗仁部為陳炯明所收編。廣西省長馬君武任李宗仁為廣西陸軍第五旅旅長:106。李宗仁自稱廣西自治軍第二軍總司令:108。1922年，李宗仁收編黃紹竑部:109。
1923年10月，李宗仁與前陸小同學黃紹竑、白崇禧祕密加入中国国民党。定桂、討賊兩軍合併編為定桂討賊聯軍，李宗仁為總指揮，黃紹竑為副總指揮，白崇禧為參謀長，黃旭初為副參謀長:112-113。1925年夏，李宗仁乃擊敗陆荣廷、沈鸿英，統一廣西。

### 北伐
1926年夏，李宗仁參加北伐，任國民革命軍第七軍軍長，轉戰有功。
李宗仁在寧漢分裂、龍潭之戰諸事件中皆為首要人物。
1928年4月，蔣介石命令駐兩湖各軍加入北伐，編為第四集團軍，以李宗仁為第四集團軍總司令:15。

### 中原大戰
李宗仁任武漢政治分會主席暨第四集團軍總司令。
1929年2月，蔣介石即秘密以大批弹药军械，取道江西，接济鲁涤平:544。秘密洩漏後，第四集團軍在武漢将领夏威、胡宗铎、陶鈞都恐慌:544。何键查扣后，於此時親赴武漢告密，說中央部署已定:545。夏威、胡宗铎、陶鈞未加深思，便對魯滌平動手:545。2月21日早晨，仓促以武汉政治分会名义发报中央，宣布免去鲁涤平本兼各职:545。三人未得李宗仁令便自作主張:545。蔣介石接濟序列上為第四集團軍總指揮李宗仁麾下的18師鲁涤平，魯逃往南京向蔣申冤，最終誘發了新桂系與蔣介石之間的蔣桂戰爭。
李宗仁旋返廣西自立，聯合馮玉祥、閻錫山，圖謀北上敗績；返廣西自保。

### 整顿广西

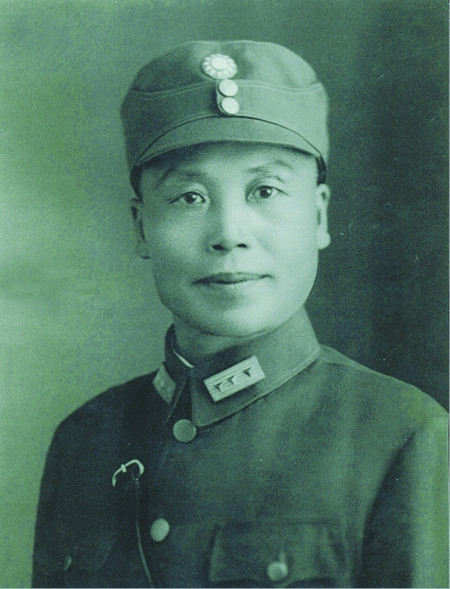
李宗仁肖像（约摄于1930年代）

1931年5月28日，李宗仁抵廣州，寓退思園:3844。

### 抗日

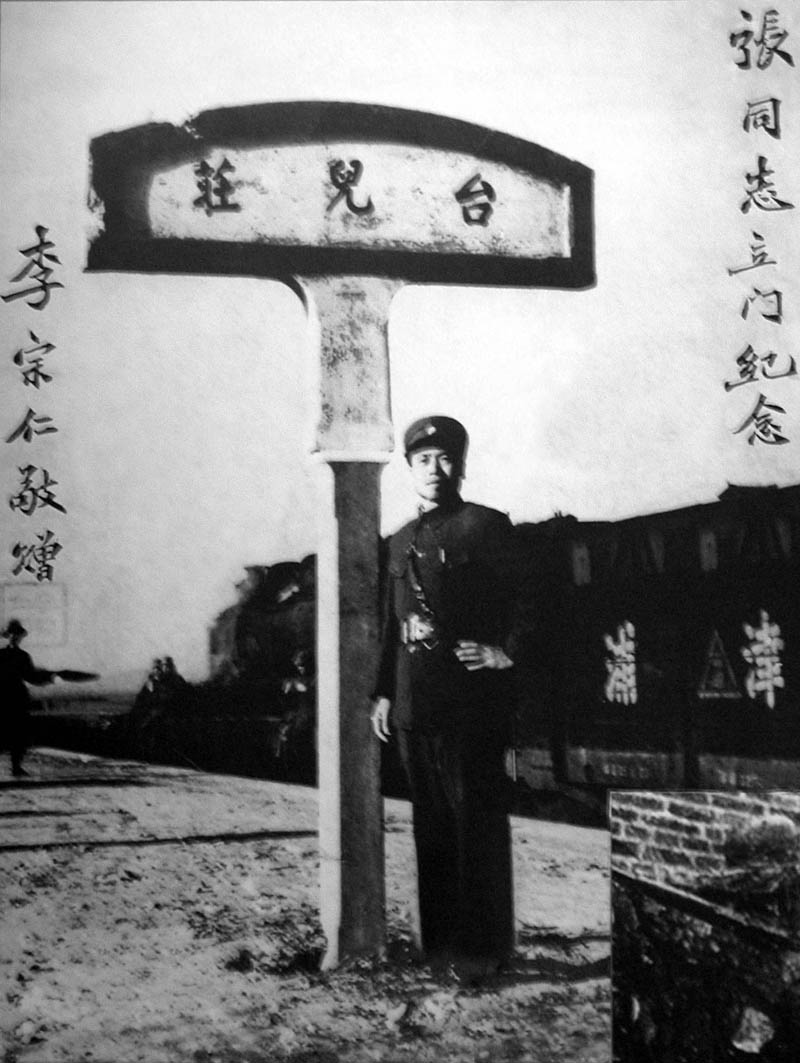
李宗仁1938年在台儿庄

1936年5月20日，李宗仁自南寧抵達廣州:5141。12月20日，李宗仁電勸張學良送蔣介石回南京:5314。
1937年2月26日，國民政府特派陸軍一級上將李宗仁第五路總指揮，二級上將白崇禧兼第五路副總指揮，陸軍中將李品仙兼第五路軍總指揮部參謀長，陸軍中將張任民為廣西綏靖公署主任參謀長:5373。抗戰軍興，南京中央統帥部發表李宗仁擔任第五戰區司令長官，駐節徐州，職務是指揮保衛津浦鐵路之防衛戰:118。
1943年底，蔣介石为防止以李宗仁为首的桂系力量壮大，将第五战区司令长官李宗仁调升为军事委员会委员长驻汉中行营主任。1945年2月10日，國民政府特派李宗仁為軍事委員會漢中行營主任；特派王纘緒為重慶衛戍總司令，原任劉峙調任第五戰區司令長官:7658。

### 第二次国共内战
1945年9月1日，國民政府特派李宗仁為軍事委員會委員長北平行營主任，熊式輝為軍事委員會委員長東北行營主任:7809。12月28日，行政院長宋子文到北平視察，會晤行營主任李宗仁，召集軍政首長滙報:7938。主政北平后，李宗仁为徐悲鸿任校长的国立北平艺专解决了用地问题，徐感念此举，将校内一建筑命名为“德邻纪念堂”。
1947年2月7日晚，軍調部中共委員葉劍英、參謀長薛子正於北京飯店舉行酒會與北平各界話別；李宗仁以次高級軍政長官、各大學校長、民社黨、民盟人士及美方高級軍官等，均應邀出席:8281。2月15日，李宗仁舉行酒會，為軍調部三方人員送行；葉劍英表示，決定2月17日離開北平，返回延安:8287。2月28日，華北綏靖會議在北平舉行，李宗仁、白崇禧、谷正綱與華北中國國民黨高級官員研討華北對共戰略:8297-8298。李宗仁令保障新聞自由，天津停止新聞檢查:8370。10月2日，陳誠向蔣介石報告，東北民主聯軍已發動攻勢，請令國民政府主席北平行轅政務委員會主任委員李宗仁督促第九十二軍軍長侯鏡如迅速率部出關，協擊北寧鐵路附近之中共軍隊:8427。

### 副總統

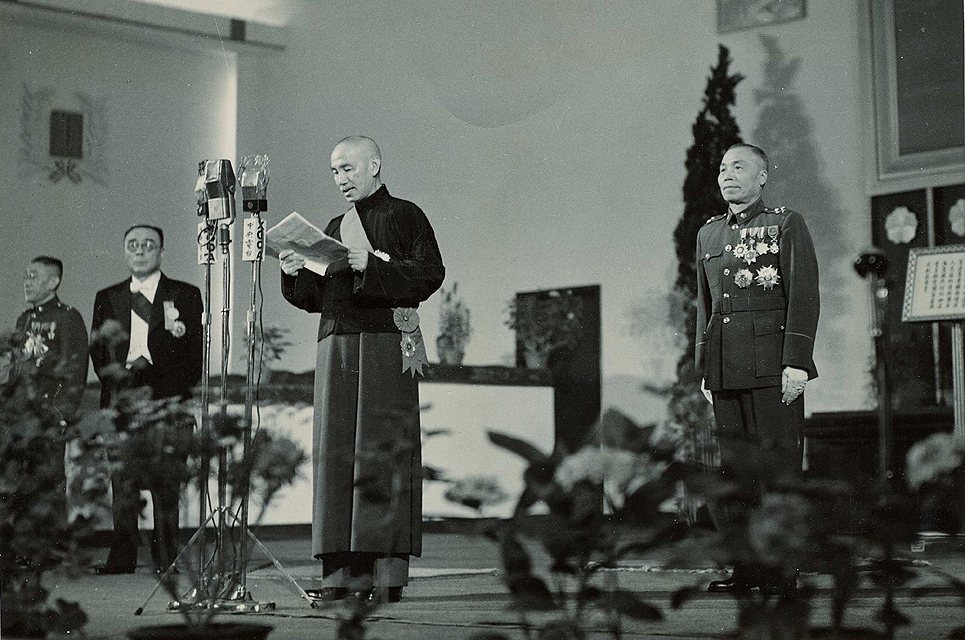
蔣與李宗仁在行憲後第一任正副總統就職大典上，1948年5月20日

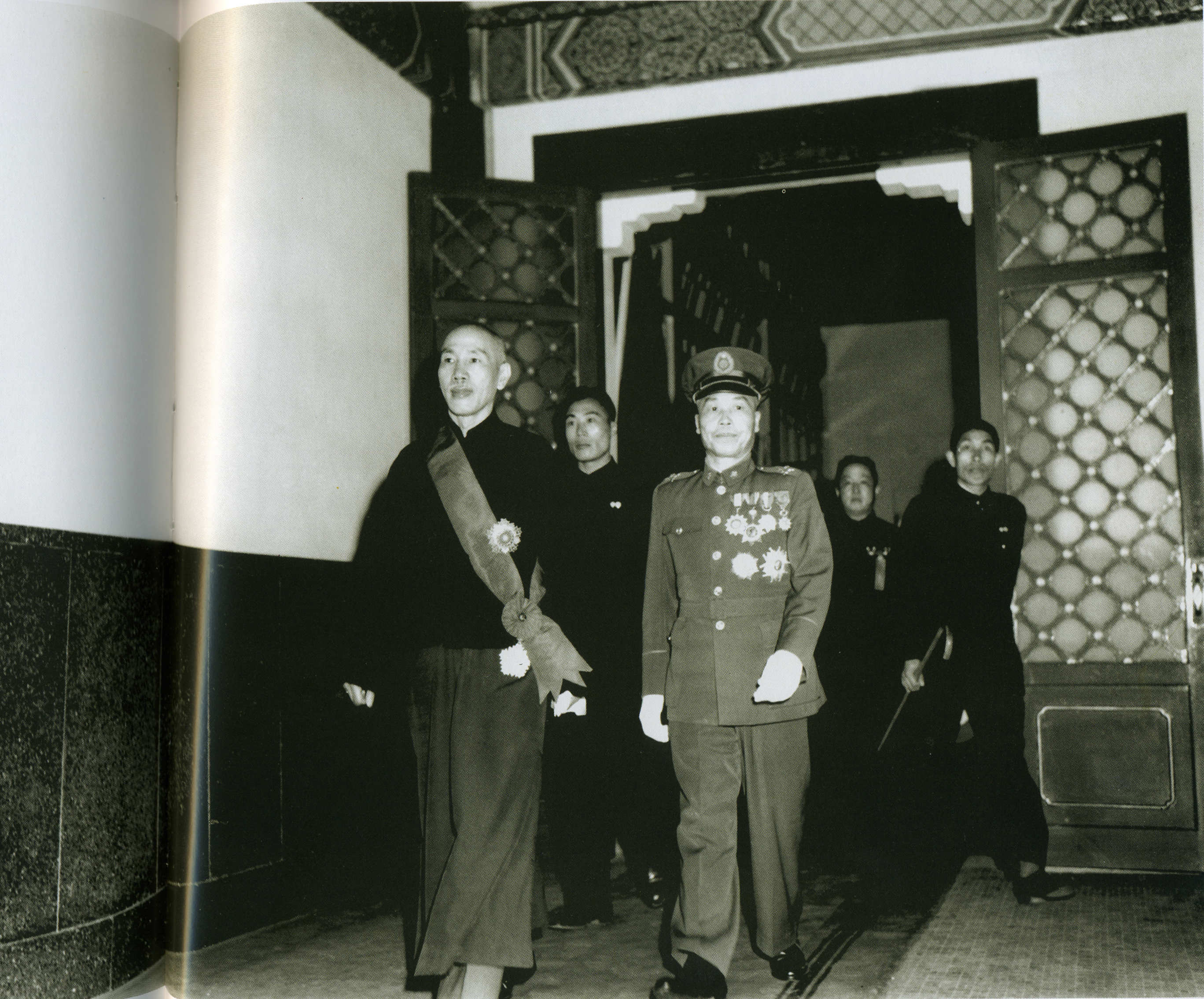
蔣和李攝於就職禮。據李回憶，蔣故意不讓他知道要穿著中式禮服，結果他穿了軍裝，看起來好像是蔣的副官

1948年4月3日夜，蔣介石在黃埔路官邸對李宗仁説：「總統、副總統的候選人，均由中央提名。副總統候選人，已內定孫哲生（孫科），希望你顧全大局，退出競選。」:3-4李宗仁説：「半年以前，我已經向總裁請示，如果你不贊成，我當然唯命是聽；不料你一直沒有什麼表示，所以我就積極準備一切。事到如今，我已經欲罷不能了。」:4李宗仁通過黃紹竑聯繫，與于右任、程潛聯手反對副總統候選人由黨內提名，復興派、三青團地方幹部廣泛支持:4。三青團地方幹部（大部分是復興派）、藍衣社、黃埔系一些骨幹分子為對付陳立夫、陳果夫兄弟，一致支持李宗仁競選:4。4月13日，李宗仁招待國民大會代表，致詞稱：本人此次競選副總統，即希望協助元首，推動革新運動，今後勿論當選與否，當本一貫精神，勇往邁進，以期不負親朋國人之期望:8570。4月15日，李宗仁致電北平黨政負責人，指示對學潮「處理辦法，仍宜本過去一貫方針，以疏導說服為主」:8572。4月16日，國民大會主席團發布《國民大會公告》：總統候選人名單：蔣介石、居正:8573。4月19日，副總統候選人孫科、李宗仁、莫德惠等分別招待各位之國大代表，發表演說，競選副總統:8576。4月20日，國民大會秘書處公布副總統候選人簽署代表人數：孫科540票，于右任512票，李479票，程潛338票、莫德惠211票，徐傅霖132票；國民大會主席團發布《國民大會公告（會字第二號）》，公布副總統候選人名單，計有孫科、于右任、李宗仁、程潛、莫德惠、徐傅霖6人:8577。4月23日，國民大會選舉副總統，李宗仁754票，孫科559票，程潛522票，于右任493票，莫德惠218票，徐傅霖214票:6。4月24日，副總統第二次投票結果，李宗仁1,163票，孫科945票，程潛616票:7。4月28日，副總統第三次投票結果，李宗仁1,156票，孫科1,040票，程潛515票:8。4月29日，在第四轮“相对多数当选”；且只有两位候选人的这次副总统投票中，李宗仁获得1,438票，孙科则得到1,295票。李宗仁當選為副總統:1，当广播员报告李宗仁票數已超過半数当选时，蔣介石盛怒之下，把收音机踢翻。
就職前夕，蔣介石手諭李宗仁在就職典禮上穿軍常服。5月19日，李宗仁宣布辭去國民政府主席北平行轅政務委員會主任委員職，並稱「希望全國上下今後在蔣主席的領導下，努力削平內亂」:8605。5月20日，在就職典禮上，蔣介石穿長袍馬褂。李宗仁看來像是蔣介石的副官，李宗仁「感覺到蔣先生是有意使我難堪」。
1948年8月15日，李宗仁飛往南京前發表談話，希望對中國共產黨恢復「和談」:165。8月17日，李宗仁在南京否認其事:165。12月，李宗仁、程潛主張與中國共產黨談和，白崇禧發亥敬電促政府言和:57。是月下旬，蔣介石與李宗仁經兩次協商，就蔣介石下野問題協議；一、蔣介石主動下野，以便政府開始和談；二、由副總統李宗仁代行總統職務，宣佈和平主張；三、與中共和談事由行政院主持:8764。並非正式協議準備和談：甲、運用舉國一致的內閣，其人選另行研究；乙、運用外交，特別加強對美、英、蘇的關係，以期有利於和平的實現；丙、主動爭取不滿政府與主張和平的政治團體及民主人士，共同為致力和平而努力:20。12月24日，立法院改選童冠賢為院長，劉健群為副院長；童後來推動李宗仁和談:12-13。同日，蔣介石正式發表吳忠信為總統府秘書長，吳忠信對李宗仁説，蔣介石預定1949年元旦下野，由李宗仁接任:21。平津戰役爆發，12月28日蔣介石電召閻錫山、胡宗南、盧漢到南京，12月29日蔣介石發表陳誠為台灣省政府主席:22。12月31日，蔣介石擬好下野謀和文告，準備元旦發表；李宗仁稱：「我與總統並無不同的意見」；蔣介石稱：「我並不要離開，只是你們黨員要我退職；我之願下野，不是因為共黨，而是因為本黨中的某一派系。」:23-24

### 代总统
1949年1月1日，蒋介石发布元旦文告:57。1月4日，蔣介石到傅厚崗拜訪李宗仁，詢問對時局之處置意見，要求李出面主持與中共談判，表示自己五年內不干預政治:8768。1月11日，張群同白崇禧在漢口繼續會談，張群稱：「總裁強調這樣一種見解，就是今日之事，可和而不可降，能戰而後能和。」:321月19日，蔣約見李商談時局，表示引退:136。蔣所謂暫行引退，並不是説其已放棄總統職位:43。
1949年1月21日，李宣佈就代總統職，聲明願就毛澤東所提八項條件即行開始商談；旋即下令撤銷總動員令，停止戒嚴法之實施，改各剿匪總司令部為長官公署，並釋放政治犯:58。
1月24日，李表示：「決促進和平實現。」:142李又飭令行政院長孫科辦理「七大和平措施」:142：㈠將各地「剿匪總司令部」一律改為「軍政長官公署」；㈡取消全國戒嚴令，接近前線者，俟雙方下令停止軍事行動後再行取消；㈢裁撤「戡亂建國總隊」；㈣釋放政治犯；㈤啟封一切在戡亂期間因抵觸戡亂法令被封之報館、雜誌；㈥撤銷特種刑事法庭，廢止刑事條例；㈦通令停止特務活動，對人民非依法不能逮捕:44。行政院不同意取消戒嚴令：「開釋政治犯與戒嚴法係屬二事，觸犯戒嚴令不能稱為政治犯。戒嚴法所規定之事項，無一為政治犯性質。在戒嚴地區負責當局，為維持治安與秩序起見，自應按照戒嚴法辦理。」:44
1月27日，李親電毛澤東，「促其迅速指定和談代表與談判地點」:144；並謂南京「政府業已承認，以貴方所提的『八項條件』作為和談的基礎。」:44同日，李和白崇禧之私人代表劉仲華、黃啟漢在北平頤和園向中共代表葉劍英轉達李、白之秘密口信，表示願以和平方式加快勝利進程；首先實現局部和平，及與中共並肩作戰；切實在八項條件下裡應外合，推動全面和平；次日，葉劍英向黃、劉講述中國共產黨自日本投降以來對防止內戰，鞏固國內團結，保證國內和平，實現民主所盡一切努力及蔣之倒行逆施；表示為了迅速結束戰爭，減少人民痛苦，在毛八項條件基礎上願意和國府及其他國府地方政府和軍事集團進行和平談判；1月29日，黃回南京覆命，劉暫留北平:8793。李在中國國民黨內未具有中央常務委員身份，又與中央政治委員會代主席孫科關係不洽，與黨關係益加隔閡，進而引發「府院之爭」、「黨政之爭」:312。李為著結束內戰，同中國共產黨談判，以求和解:831。必得尋求美援，以制止通貨膨脹:831。1月29日，只有監察院長于右任和前司法院長居正兩位黨老與李留在南京度過農曆新年:45。

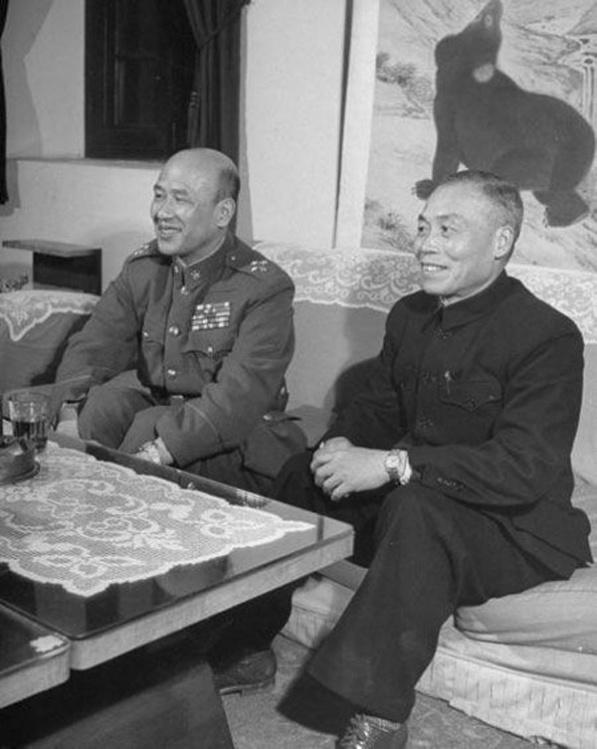
1948年時桂系領導人白崇禧與李宗仁合影

2月1日，中共中央致電彭真、葉劍英：要李宗仁使者劉仲華返南京面告李宗仁，如果他真有反蔣反美，接受八項和平條件誠意，即應迅速與蔣分裂，中間道路是行不通的，惟如此，方能站穩腳跟，進行和談；否則，「中共便無此餘暇，與之敷衍」:8799。同日，李與程思遠、甘介侯等飛上海挽留孫科內閣，內閣無人到機場迎接；李請顏惠慶、章士釗、江庸等，請他們以私人資格北上呼籲和平:45。同日，參謀總長顧祝同覆函李：「德公代總統鈞鑒：子迴代電暨元月二十八日手示奉悉。關於恢復張學良、楊虎城自由一案，業經轉電台灣陳主席及重慶張主任知照矣。肅覆，敬候崇綏！職顧祝同上  二月一日」:46-47。
2月5日，中共中央在給林彪、羅榮桓、聶榮臻之覆電中指出，只要李、白崇禧「能站在有利於人民事業的一方面，仿照北平辦法解決京、滬、漢等處問題，我們即會以對待傅（指傅作義）的態度對待他們」:8804；李以代總統名義組織由顏惠慶任團長之「人民和平代表團」六人，準備赴北平洽商和平:8805。2月8日，李命黃旭初訪問廣東:52。2月9日，李自稱「共黨壓迫我完全脫離美國，為唯一條件」:153。孫科率領行政院從南京遷往廣州:836。
2月12日，黃旭初返桂林，長途電話報李：㈠孫科不返京；㈡由於張發奎熱心聯絡，余漢謀、薛岳、陳濟棠等均一致擁護代總統，團結兩廣；㈢廣東首要均主張罷免孫科，改組行政院；㈣留粵立委受CC影響，主張在廣州開會；㈤溪口經常以長途電話指揮廣州黨政機構:52。同日，張發奎等派海南特別區行政長官李漢魂和廣州綏靖公署秘書長陸匡文飛南京見李；李改任李漢魂為總統府參軍長，與程思遠、邱昌渭、甘介侯有「四大金剛」之目，李改提陳濟棠為海南特別區行政長官:52。同日，李請于右任、童冠賢飛廣州，勸行政院返南京辦公，次日于、童返南京覆命任務未成，2月14日李命令內閣回南京，孫科稱病不應:53。
2月17日，李令中央銀行總裁劉攻芸，不得將中央銀行存金他運:515。
2月20日，李飛廣州，與孫科、吳鐵城會談，經張發奎、余漢謀、薛岳、陳濟棠等施壓，孫允將行政院遷回南京辦公:54。2月22日，李在廣州談話，如解放軍強行渡江，只有打到底:515；李乘自強號離開廣州，經桂林、長沙、武漢:55。
2月25日，李返回南京，立即準備換行政院長，強何應欽「繼任」:160。李希望和談必須建立在平等基礎上，絕對不能強迫接受不體面條件；應該建議立即停火，在兩黨控制區之間劃一條臨時分界線；不能全接受所謂八條，只同在兩政府共存條件下討論八條:842。孫科最後同意返回南京:838。2月28日，孫科抵達南京:838。孫科向李提出請辭:838。
3月1日，李指派孫科、張群、邵力子、張治中等起草和談內容（3月9日，草案整理完成。）:515。
3月7日，孫科復來見李:838，請求批准辭職:60。最後李接受他辭職:838-839。
3月8日，孫科及行政院全體政務委員呈請辭職:516。中國國民黨中央宣傳部副部長陶希聖在廣州稱：蔣總裁無復總統職之意，其居住則有完全之自由:58。
3月9日，李親自拜訪何應欽，最後接受擔任行政院长:838。3月12日，李提名何應欽繼任行政院長，經立法院舉行院會同意:61。3月22日，李發動部份立法委員，「要求政府將所存台廈現金運回，期作半年之用，用完了事」:171。
3月24日，明告美國駐華大使，「謂彼欲往莫斯科一行，請求其諒解」:172；李召集行政院政務會議，重新指定張治中、邵力子、黃紹竑、章士釗、李蒸等5人組成和談代表團，並推張治中為首席代表:63。
3月28日，監察院財糧委員會召開第十三次會議，議決向政府提交以下議案：促請救濟告貸無門的遷穗公教人員；解救太原糧荒；改變徵實辦法；修正各機關辦公費規定；裁撤台灣巡察團之煙酒公賣機構；糾正中央銀行高價拋售金銀作法:8854。3月29日，潘公展等亦電李、何應欽、于右任、居正，電謂：「惟願諸公始終勿忘政治民主、經濟平等、社會安全、生活自由、軍隊國有五大原則，而作合情、合理、合法之解決；否則苟安於一時，必抱憾於無窮也。」:88553月31日，李在辦公室召開一個兩小時軍事會議，有何應欽、白崇禧、顧祝同、張治中、林蔚、蕭毅肅、湯恩伯、王叔銘、總統府軍務局長劉士毅、關麟徵、宋希濂等十二人。會議討論：一、加強長江防務部署；二、將新疆駐軍東調；三、分配十個美械師。
4月，李以黨政民意各方面皆反對「和談條件」，上電聲言請蔣復職，並以即日回桂為口實，其意蓋一在迫使蔣曲聽其「和談」，一在脅逼蔣出國；蔣均不為所動:59。4月，南京政府代表團赴北平，與中國共產黨周恩來商談和平，周堅持以毛所提八項條件為和談基礎:58。4月3日，周恩來單獨接見李私人代表黃啟漢，要他告李、白：一、在和談其間，人民解放軍暫不過江，談成後要渡江，談不成也要渡江；二、白崇禧在武漢指揮的國民黨軍，應先退到花園以南一線；希望白崇禧部隊在安徽讓出安慶，桂軍向武漢撤退；四、希望李宗仁在任何情況下都不要離開南京:8862。考慮到他的安全，可以調桂系一個師進駐南京保護，萬一受到蔣軍攻擊，只要守住一天，解放軍就可以到來支援；黃啟漢當即表示：「不管李、白走什麼道路，自己一定跟共產黨走。」；當天下午，黃啟漢由北平飛南京，向李報告周恩來意見:8862。
4月4日，李、白崇禧通過黃啟漢及南京和談代表要求中共勿攻安慶及再向長江靠近，「以利和談，免生枝節」；中共中央是日致電蕭勁光、陳伯鈞、唐天際並告劉伯承及中原局鄧小平等，告知已和白崇禧代表劉仲容商定「黃岡、陽邏、倉子埠、黃陂、花園、孝感、漢川、蔡甸、黃陵磯之線及其以南地區，我軍暫不進占，使武漢不感震動」，「其餘宜昌至武穴線上長江北岸地，凡我軍已占者照舊，凡我軍未占者一律暫不進占，以利和平接收」:8863。4月7日，毛澤東覆李電稱：「根據八項原則，以求具體實現。」:179。4月10日，乘閻錫山至溪口晉見蔣之便利，李曾托其帶書請示機宜:169。同日，李電陳蔣謂：「萬一和談破裂，則實難肩此重任；故決心『引退』以謝國人」:181。4月12日，蔣戒其勿為脅迫而自餒:169。4月17日，李乃致電蔣，請其復職，繼續領導戰爭:170。李拒絕在《國内和平協定》上簽字，後發表《告全國同胞書》，表示反共決心:1。
4月19日，中國國民黨和談指導委員會會商《國內和平協定》，決定拒絕解放軍渡江和由中共負責整編國軍兩項，對於聯合政府等項則提出修改意見，次日繼續會商後推定張群、吳忠信赴溪口，吳鐵城、黃紹竑赴廣州，分向蔣介石及中國國民黨中央執行委員會報告；李宗仁任命林伯森為陸軍總司令部副總司令，仍兼陸軍總司令部參謀長:8880。
4月20日，中國國民黨中央常務委員會發表聲明，拒絕接受《國內和平協定》，黨和談指導委員會通過給南京政府和談代表團訓令；晚，李宗仁、何應欽聯名致電南京政府和談代表團，按照蔣之乙種方案，拒絕《國內和平協定》，電文列舉不能接受之理由，聲稱：「綜觀中共所提之協定全文，其基本精神所在，不啻為征服者對被征服者之處置，以解除兄弟䦧墻之爭論者，竟甚於敵國受降之形式，且復限期答覆，形同最後通牒，則又視和談之開端為戰爭之前夕，政府方面縱令甘心屈辱，予以簽署，竊恐畏於此種狹隘與威壓作風之刺激，士氣民心，同深悲憤，不特各項條款非政府之能保證執行，而由此引起之惡劣影響與後果，亦決非政府所能挽救。」仍希望「即日成立臨時停戰協定」:8880。
4月21日，李、何應欽電召在北平南京和談代表返回南京，要求電告「此間迎代表團之專機應於何日飛平」，和談代表黃紹竑以「身體不適，為擬小作休息，不願作任何政治活動」為由，向李、何應欽提出呈辭，並辭和談代表職務，於上午9時自廣州飛香港養病；李、何召集各院、部會議，決定各部門疏散轉移：總統府及國防部遷上海，行政院遷廣州，其他各院、會、部分批疏散至廣州、桂林、台灣，由行政院準備交通工具，規定於4月23日凌晨2時集合完畢開始行動；立法院表示一致支持政府拒絕《國內和平協定》:8883。
4月22日，蔣問李對於和談還有什麼打算？李答以「準備再派人去北平商談一次」。蔣以解放軍已經渡江，「再沒有談判的餘地」拒絕。李表示和談使命既終，要求卸職。蔣鼓勵其「繼續領導下去，我支持你到底，不必灰心」。旋在蔣主持下決定：一、宣告和談破裂，對中共堅決作戰，黨內不許再倡和議。二、聯合全國民主自由人士共同奮鬥。三、何應欽兼國防部長，統一海、陸、空軍的指揮權力，參謀總長直接向國防部長負責。四、加強中國國民黨內團結及黨與政府的聯繫。同時決定於中國國民黨中央常務委員會下設「非常委員會」，作為中國國民黨最高決策機構，由蔣任主席，李宗仁任副主席，今後重大決策，先提交該會決定，然後交由政府執行。南京政府各院、部、會撤遷廣州，總統府遷往上海。撤遷前發表文告，聲稱堅決與中共作戰到底。並正式通知在南京之各國外交使團迅即撤往廣州:8885。同日，李要求蔣復職；蔣說明只討論時局之政策，「而不涉及人事之變動」:188。李於會後即回南京:188。
4月23日，解放军攻佔中華民國政府首都南京，李宗仁在明故宮機場乘追雲號:82，「飛往桂林」:189。中國國民黨中央執監委員，及立法、監察委員114人在廣州開會，一致決議電請蔣、李宗仁到廣州，繼續領導中國國民黨，頑抗到底:8888。中國國民黨中常會決定撤銷和談指導委員會:8889。李決定派程思遠等分頭去漢口、廣州，與白崇禧、張發奎及美國駐廣州領事館代辦克拉克洽商；李宗仁在桂林機場下機時，對前來迎接的人表示：決不糜爛廣西，絕不去廣州:8890。
4月24日，李自桂林分電于右任、童冠賢、居正，促請即日赴廣州:8891。4月27日，蔣發表《告全國同胞書》，宣稱「我們今日只有在一個政府之下，以對共的態度，為忠奸試金石。凡是反共的政策，就要力謀貫徹，凡是剿共的命令，便要絕對服從」。並謂；「當此國家民族存亡生死之交，中正願以在野之身，追隨我愛國軍民同胞之後，擁護李代總統暨何院長領導作戰，奮鬥到底。」:8894-88954月28日，中國國民黨中央執行委員會發表《告全體黨員書》，號召中國國民黨黨員「救國護黨」，「一致團結於本黨中央領導之下，為保國保民而努力」:8896。
4月30日，美國駐廣州領事館大使銜代辦克拉克到桂林與李宗仁會談，克拉克表示只要李能繼續在華南、西南組織抵抗，美國就有可能在「未受共產黨控制的區域內，對堅持反共的力量提供援助」，並稱「美國政府今後不再援蔣」，希望李盡快赴廣州，「在廣州組織一個與蔣氏截然分開的政府，否則不易改變美國政府的態度」，並表示：「如果有一種第三勢力存在，美國必樂於出面援助。」，示意李依靠「第三勢力」；中國國民黨中央發表告黨員書，稱中共向政府提出《國內和平協定》8條24款，如果接受，則中國國民黨與中華民國從此消滅，當此黨國危難之時，當各盡其在我，吾黨應有自信，不必有絲毫之氣餒:8898。
5月1日，美國駐廣州公使克拉克向美國國務院報告他於4月30日在桂林與李長談4個小時，相信李是真正決心與蔣攤牌，並自認有希望成功；李說蔣想復出掌權，但蔣覺得除非蔣到政府所在地廣州，否則蔣不能復職，而蔣不能到廣州，除非李也在廣州；李提到蔣在考慮退休時，曾想住在台灣，當時省主席陳誠曾把此項可能性向美國總領事提起，美國總領事非正式提到台灣的法律地位要等到對日和約簽字才決定；據李說，美國總領事之評論轉報給蔣，蔣才認定不能退休到一個中國主權可能被質疑之地方，因此才決定去奉化:135-137。5月2日，何應欽、閻錫山等均函電飛馳，敦請李宗仁赴廣州坐鎮:870。居正、閻錫山、李文範相偕飛桂林，促請李宗仁至廣州主持政務，李宗仁對蔣以「不復即應出國」相要挾:59。5月5日，李致函美國總統杜魯門:196。5月6日，閻錫山赴桂林勸李到廣州，回到廣州後告訴美國駐廣州公使克拉克，李在獲得全權主政之保證之前，仍拒絕回廣州；閻說，蔣主張堅守沿海，李則主張退守內陸:141。5月8日，李返廣州，繼續攻擊蔣，更變本而加厲:171。李發表講話，表示將“決心戡亂到底”。5月14日，李發布總統明令：兼任青島市市長秦德純呈請辭職，秦德純准免兼職，任命孫繼丁代理青島市市長:8913。5月15日，李宗仁私人代表甘介侯乘機離開廣州赴美國，攜有李宗仁致杜魯門函:8915。5月17日，李宗仁在廣州召開財糧會議，5月22日結束；何應欽、張群、白崇禧、陳濟棠、陳誠、張發奎、顧祝同等及西南各省省主席參加，決定向西南各省人民徵收巨額軍糧，僅四川一省「徵借」數目即達1350萬擔:8917-8918。5月25日，李代總統令：《修正人民所有金銀外幣處理辦法》着即廢止；《黃金外幣買賣處罰條例》着即廢止；同日頒令：特派盧漢為雲南綏靖公署副主任，谷正倫為貴州綏靖公署主任；派黃旭初兼任桂林綏靖公署副主任，莫樹杰、甘麗初為桂林綏靖公署副主任；派湯恩伯為京滬杭警備司令部政務委員會主任委員；特派馬步芳為代理西北軍政長官:8926。5月26日，李宗仁主持中國國民黨中常會，討論黨內團結案及黨務革新問題；李宗仁特派錢泰為出席國際電報電話行政會議首席代表，派盧有澄、孫從鈞為代表；李宗仁令准雲南龍武、德欽、寧蒗三設治局改為縣:8927。5月30日，何應欽率行政院各部會首長總辭職:518。
6月1日上午，立法院舉行會議，審查李提名居正為行政院長一案，投票結果以一票之差被否決:8931。6月2日上午，中國國民黨中政會在廣州舉行，吳鐵城主席，李宗仁提名閻錫山出任行政院長，經全體與會委員一致同意:8932。6月6日，李宗仁令：行政院長何應欽請辭准免，特任閰錫山為行政院院長；行政法院院長端木愷請辭，准免本職，特任王令希為行政法院院長；任命孫越崎兼經濟部資委員會主任；派楊森、王纘緒、錢大鈞、鄧錫侯、孫震、賀國光為西南軍政長官公署副長官，派夏威為華中軍政長官公署副長官:8935。6月8日，李宗仁任命劉誠云為總統府參軍:8937。6月11日，中國國民黨中央常務委員會第一九七次會議通過非常委員會名單，終於定案:310。蔣與李、孫科、居正、于右任、何應欽、閻錫山等12人為中央非常委員會委員:60。6月13日，蔣致電鄭彥棻，指示徵詢吳忠信、吳鐵城、陳立夫、閻錫山等對於副主席人選意見：「非常委員會名單既經過通過，對於副主席亦應即提名，請商諸禮卿、鐵城、立夫等同志，如副主席祇可提一人，則提德鄰，如提二人，則將哲生亦同時提出。究以一人抑二人，並與伯川院長切商速覆。如各同志以暫提一人，則由秘書處以中名義先提德鄰為副主席。」李在委員名單確定後，頗為關心非常委員會成立工作，除向中央執行委員會秘書處索取該會組織條例外，並致電蔣氏，推薦由吳忠信兼任秘書長、程思遠出任副秘書長。6月16日:213，李、閻錫山聯名上電請蔣蒞臨廣州主持大局，蓋李此時對內對外皆束手無策:60。
7月30日，李由台北飛返廣州:230。8月1日，李在非常委員會第八次會議稱，保衛廣東，決戰應積極，不可延誤，但部隊不聽調度，即無法完成部署。今後大決策應請總裁指示，小的如軍隊調動等，應聽國防部命令。總裁說過他領導黨不問政事，曾見諸文告。8月23日，蔣自台北飛抵廣州，先行往訪李、閻錫山，繼召見劉安祺、顧祝同等，面詢軍事部署實情。
8月15日，與美國領事商討後，李在香港建立了一個第三勢力，稱為「自由民主大同盟」。
9月12日，代總統李召開最高軍事會議，部署湖南、江西軍事，閻錫山、張群、顧祝同、白崇禧、余漢謀出席:9008。9月14日，美國西太平洋艦隊司令白吉爾與李長談4小時:9009。9月15日，李召開軍事會議，閻錫山、白崇禧、顧祝同參加，商討「反攻」計劃:9009。9月25日，李對記者表示，要用時間制勝，採取攻勢防禦，堅守華南、西南，一切外援不浪費，美援一定會來:9017。9月26日，蔣與李懇談當前局勢，蔣又與吳鐵城、閻錫山、邱昌渭、葉公超、張群討論外交問題:9018。9月27日，總統府發言人聲明，李不同意湯恩伯繼任福州綏靖公署主任:9018。9月29日，總統府令免咨政宋慶齡，國策顧問邵力子、章士釗、李明揚、張難先之職:9019。
10月1日，中華人民共和國在北京成立:61。10月13日，李自廣州出走桂林，國軍撤離廣州:61-62。李發表談話，重申反共決心:62。11月1日，李由重慶飛往昆明，批准釋放中國共產黨份子；盧漢遂復萌異志:62。11月14日，李飛南寧，11月17日李派程思遠去香港為其出國準備一切。11月20日，「代總統李宗仁託言就醫經由桂林經南寧飛赴香港」:62，住進香港半山養和醫院。
12月2日，朱家驊、洪蘭友攜李函自香港返成都（李函云仍須赴美，為期一個月）:523。12月4日，李藉口胃疾復發，須出國治療，偕其妻及隨員7人，乘包機一架，離港赴美:176:276-277。12月5日，李離職赴美:62:277。

### 旅居海外
李自知不能去台，遂借口就醫去美:2。1949年11月29日，蔣再遣朱家驊、洪蘭友赴港，仍未有结果。
李抵美後，初組「第三势力」，反對台北政府:176。
李不獲得美支持，給蔣復職機會:190。
1950年1月，李致電監察院，接洽美援遙領國事:63。1月20日，监察院致电李，促请由美國返台視事:587，李以身体有恙仍需调养为由復电婉拒。監察院致電李返台，他回電不擬返國:204-205。
1950年2月5日，国民大会代表胡钟吾、刘宜达等人再电李。政府多次電請李回台主持政務，否則將被視為放棄代總統職權:309。李電覆監察委員，表示短期內不能返國:309。2月14日，中国国民党中央非常委员会委员居正、于右任、张群、吴铁城、朱家骅、陈立夫、何应钦、阎锡山、吴忠信等人联名致电李，劝其回国，并称若再不归国将请总裁复职。李則覆電：「仁以病尚未痊，醫囑不宜遠行」；同時李在電報中表示，基於憲法規定，總統暫由行政院長代理，並立刻召集國民大會選舉新總統:42-51。2月17日，李主動與孔祥熙見面談話；私人代表甘介侯2月18日又找上孔祥熙，孔於當天致電報告給宋美齡:205。行政院長閻錫山與副院長朱家驊也提出辭呈，仍稱「若無元首，中華民國就瀕於亡國」:50-51，以替蔣復職鋪路:190。2月22日，陶希聖及王世開始草擬文告，中國國民黨中常會2月某日通過決議，以局勢益加嚴重，請蔣儘速復職:206。監察院大會決議函復李，斥其遙領國事，並提請國大彈劾:63。2月26日，張群、黃少谷、王世杰、洪蘭友等人分別就蔣復職事與桂系接洽:207。2月28日，蔣邀集張群、陳立夫、陶希聖、谷正綱、黃少谷等討論復職文告內容，決定3月1日視事:207。當晚顧維鈞自美國發來電報說，李約晤杜魯門:208。
1950年3月1日，蔣在台北總統府宣布復行視事（復職）:63:209，不是重新就職:190。因為蔣1949年下野並沒有經過國民大會承認，李是「代行」而非繼位:190。李聲稱蔣此舉違反憲法:210-211。蒋于文告中稱：“李代總統自去年十一月積勞致疾，出國療養，迄今健康未復，返旆無期，於是全體軍民對國事惶惑不安，而各級民意機關對中正責望尤切。中正許身革命四十余年，生死榮辱早已置諸度外，進退出處，一惟國民之公意是從。”同日，蔣致電李:208-209，希望李早日康復，並請代表其訪問美國朝野後，從速返回台灣。3月2日，杜魯門接見李並共進午餐:209-210。3月2日，李接受美聯社訪問:211。
1952年1月11日，「蔣把『彈劾李宗仁違法失職案』交給監察院」。監察院通過彈劾副總統李違法失職案:69。
1954年1月3日，李致函蔣：「以憲法規定國大代表任期六年，用臨定條款來延長代表任期是非法的。」。3月，國民大會對監察院彈劾李違法失職案，經投票表決，一致同意罷免其副總統職務:76。李被免去副总统，成为平民:2。

### 前赴中國大陸
1954年，周恩來在萬隆會議上聲明：「台灣是中國的領土，中國人民解放台灣是中國人民自己的內政問題，美國造成台灣地區的緊張局勢，中國政府願意同美國政府坐下來談判。中國人民願意在可能的情況下，爭取用和平方式解放台灣。」:2周聲明後，李異常高興，立即寫信給程思遠，並於1955年8月發表《關於台灣問題的建議》:2。他在建議中談到：
| 「今後解決台灣問題之道，在我看來，可有甲、乙兩案可循： 甲案：恢復國共和談，中國人解決中國事，可能得一和平折衷方案。 乙案：美國承認台灣為中國的一部分，但目前暫劃為自治區，雙方宣布不設防，美國撤退第七艦隊，使成為純粹的中國內政問題，如此則戰爭危機可免。時日推移，大陸和台灣內部彼此敵視態度減輕，則真正解決便可實現了。 蔣先生已年逾七十高年，生年飽經憂患，如果他能毫無個人成見地以蒼生為念，毋使內戰重起於中國，他會同意我的意見的。 我以過去親身的經驗，觀察今日之變局，自信頗為冷靜而客觀，個人恩怨，早已置之度外。惟願中國日臻富強，世界永保和平，也就别無所求了。」:292 「台灣是中國領土的一部分。 在中國人之間，如假以時日，沒有不能解決的事。經過一段和平共處的時間，就可以召開一個全國會議，由自由中國人士和中國共產黨試行解決他們之間的一切問題。 所謂聯合國託管、中立化和兩個中國的理論，作用使台灣和中國分離。這正與一般的統一傾向……背道而馳。」:2-3 |

1955年5月，程思遠到北京訪問，與李克農（時任外交部副部長）會晤；程談到李想回中國大陸；5月7日，李克農向周滙報，建議爭取李回國:5。
1958年，中國共產黨中央得知李決意歸來，毛澤東在一份文件中批示：（周）恩來同志，此事似可告知台灣方面，指出美國毁蔣陰謀，叫蔣注意:5。注意之點在美國，不在李宗仁:5。
李曾將部分书画作品送回國，稱花了11萬美金購買:6。但其實不少是贋品，按當時價格，頂多值3,000美金:6。毛澤東得知此事，答應給他12萬美金；並說，這是一筆政治賬，我們做統戰工作要講策略:6。他要11萬，就給他12萬:6。李拿到這筆錢，很滿意地說：“共產黨不简单，是识货的。”:6
1963年11月，程向李講明周提出「四不」：擺脫美國關係、不插手台灣問題、不和第三勢力攪在一起、不介入中美關係；和「過五關」：思想、政治、家族、社會、生活，李答應:6。周提出李可回美國料理些事；回來看看，住一時期再回去，保證來去自由和保密；留歐，如考慮願為祖國做些事，歡迎，經濟上有困難可幫助；決心回國，歡迎:6。李當即表態說：「我只要一可，回到祖國定居，安度晚年。」:6
1965年2月3日，在獲得李決意歸來之確切消息後，毛澤東在一份文件上批示周，似應歡迎李回國，去年向美報投書問題，無關大局，不加批評:7。因為他已自己認錯了:7。
1965年6月18日，程思遠第五次來到北京:7。領受中共中央統戰部部長徐冰、國務院秘書長周榮鑫、國務院總理辦公室主任童小鵬和全國政協秘書長平杰三等按照周意見，交代任務（當時周離開北京出訪非洲14國）後，程即於第二天上飛機，前往瑞士迎接李:7。

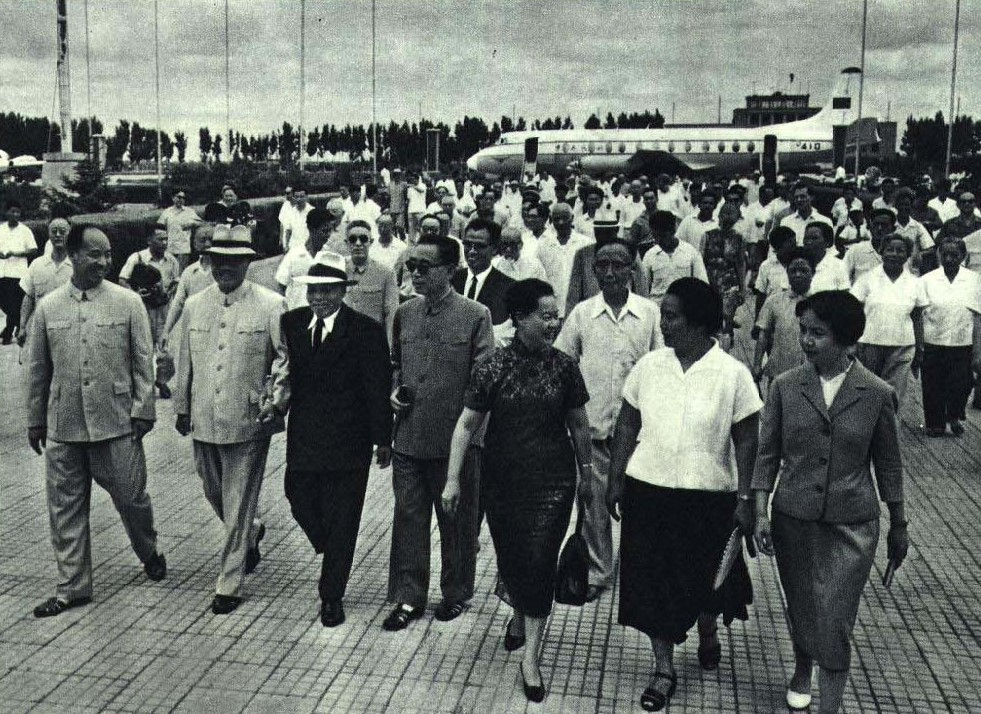
1965年李宗仁夫妇的飞机降落北京

1965年7月12日11時，周和徐冰及國務院副秘書長、總理辦公室副主任羅青長等在人民大會堂，召集部分黨外人士舉行一個談話會，向黨外通報李要到中國大陸之消息，並闡述有關方針政策:8。據有關記載，參加此重要會議有原桂系主要人物和原南京和平談判代表團成員張治中、邵力子、章士釗、黃紹竑、李蒸、劉斐、盧郁文、李俊龍、傅作義、黃琪翔、朱蘊山、李任仁、劉仲容、陳劭先、陳此生、梅龔彬、楊東蒓、覃異之等:8。會議還通知蔡廷鍇與劉仲華參加，他二人因病未能出席:8。7月13日，周對他們説：「我們是歷史唯物主義者，我們看人，關鍵是看本人的表現和轉變。李宗仁先生這次回來是自覺的。這次回來，還要對他講四種出路。我們説話是算數的。李宗仁回來，我們歡迎。大家看形勢應當高瞻遠矚，要看大的方面，不要盡看雞毛蒜皮，心情就舒暢了。希望大家去迎接李宗仁，多同他談談。我工作雖多，也要抽時間見李宗仁。」:44-4357月15日，中央有關部門就李回國後發表聲明問題電告中國駐巴基斯坦大使丁國鈺：「李回國後的簡短聲明稿，仍請李決定。」:8發報之前，此電報稿送呈毛澤東審閱:8。7月15日早上，毛澤東批示周去上海多留幾天，同李面商聲明稿，並同機回北京:8。李回國，周應到機場歡迎:8。可在上海住幾天，商量好簡短聲明後再到北京:8。7月17日，周根據毛澤東指示飛抵上海出迎李:8。
7月19日，周與李在上海文化俱樂部長談，李誠懇全部接受周之意見:10。
7月20日，李和郭德洁，在程思遠陪同下，終於回到北京:10。在機場，周、彭真、贺龙、郭沫若等111名政要亲自接机。在北京機場大廳裡，李氏宣讀聲明:10-11，說：

「親愛的同胞們：
在國內外一片大好形勢中，我已經從海外回到人民祖國的懷抱裡來了。此行受到中國共產黨和國家領導人多方照顧，感激良深。當飛抵北京機場之際，又受到熱烈的歡迎，內心激動，尤難自己。謹藉此向黨和國家領導人表示由衷切的謝意，並述個人願望和感觸以告國人。
首先我所欲言者，即十六年來，我以海外待罪之身，感於我全國人民在中國共產黨和毛主席英明領導之下，高舉著社會主義建設總路線的紅旗，堅決奮鬥，使國家蒸蒸日上，並且在最近已經連續爆炸成功地爆炸了兩顆原子彈。這都是我全國人民自力更生、艱苦奮鬥的成果。凡是在海外的中國人，除少數頑固派外，都深深為此感到榮幸。我本人尤為興奮，毅然從海外回到國內，期望追隨我全國人民之後，參加社會主義建設，並欲對一切有關愛國反帝事業有所貢獻。今後自誓有生之日，即是報效祖國之年，耿耿此心，天日可表。
其次，我深願以留美十多年所得的感受，寄語留台國民黨同志。這些年來，美國表面上以「反共」為名，實際上乃進行著一系列反華、反世界人民的骯髒勾當，企圖孤立中國，控制世界。狼子野心，路人皆知。特別自約翰遜主政以後，更變本加厲，擴大侵越戰爭，甚欲藉此挑起一場跟中國人的戰爭。此舉不僅引起了全世界愛好和平的國家和人民所同聲譴責，也遭到了其國內知名正義人士不斷反對和抨擊。此種情況，為美國立國以來所僅見。
……
最後，我深望海外僑胞和各方人士也應該堅決走愛國反帝的道路。一九四九年我未能接受和談協議，至今猶感歉疚。此後一度在海外参加推动所谓「第三勢力」運動，一误再误。經此教訓，自念作為中國人，目前只有兩條道路可循：一就是與中國廣大人民站在一起，參加社會主義革命與建設；一就是與反動派沆瀣一氣，同為時代所背棄，另外沒有別的出路。祖國早已宣布「愛國一家，不分先後」和「來去自由」的政策，此次我以待罪之身，也能獲致寬大的待遇，就是一項具體證明。亟盼海外友好乘時奮起，擁護祖國，幡然歸來，猶未為晚:330-331。
宗仁老矣，對個人政治出處無所縈懷。今後惟願盡人民一分子的責任，對祖國革命建設事業有所貢獻，並望能在祖國頤養天年，於願已足，別無他求。謹布藎忱，敬祈垂詧。
一九六五年七月二十日於北京」:940-941

7月20日晚，周在人民大會堂接見並隆重設宴歡迎李和郭德潔:11。

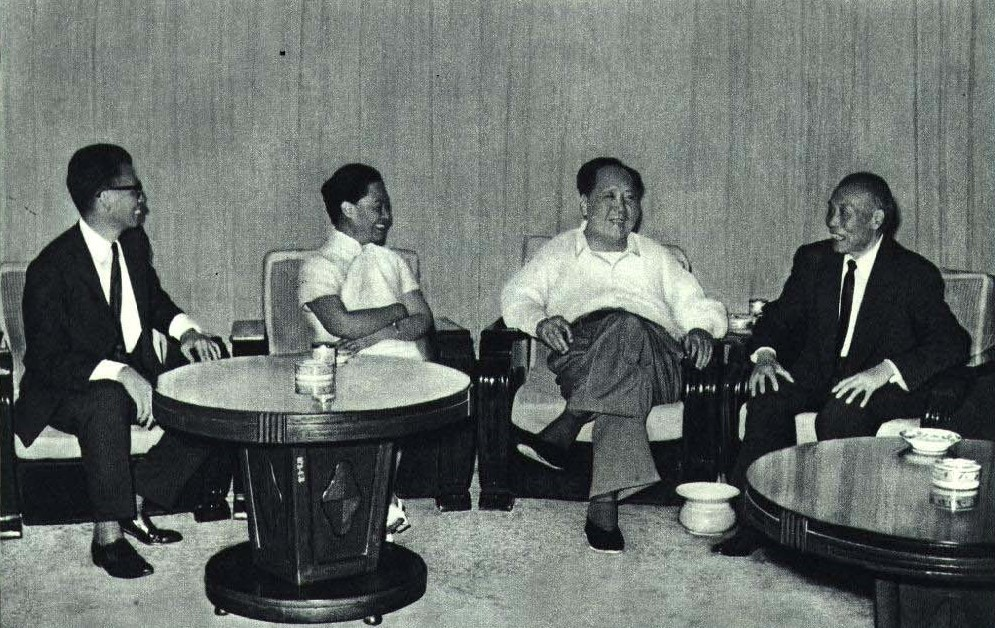
1965年李夫妇接受毛泽东的接见

7月26日，毛澤東在中南海游泳池接見李夫婦和程思遠先生，交談友好親切:11。毛澤東說：「你們回來了，很好，歡迎你們。」:11毛澤東同李握手時說：「久聞大名，如雷貫耳。」:333李說：「我們這一次回到祖國懷抱，受到政府和人民的熱烈歡迎，首先應對主席表示由衷的感謝:11。幾天來我們在北京地區參觀訪問，親眼看到祖國社會主義建設的偉大成果，感觸頗深。我們為祖國的日益強大而感到十分高興。」:334毛澤東說：「祖國比過去強大了一些，但還不很強大，我們至少要再建設二三十年，才能真正強大起來。」:334接着李談到海外許多人都懷念中國大陸，他們都渴望回到中國大陸:334。毛澤東說：「跑到海外的，凡是願意回來，我們都歡迎，他們回來，我們都以禮相待。……蔣介石比你高一級，你是他的部下，他回來我們更歡迎。」:11毛澤東建議李到全國各地去看看:334。李在談話中深以台灣問題久懸不決為慮，毛澤東說：“李德鄰先生，不要急，台灣總有一天會回到祖國來的，這是不可逆轉的歷史潮流。”
7月31日晚，劉少奇和夫人王光美、董必武和夫人何蓮芝、鄧小平和夫人卓琳，在人民大會堂東大廳接見並宴請李和郭德潔:12。陪同有徐冰和夫人張曉梅，及羅青長、劉仲容等人:12。
9月26日下午3時，李在全國政協禮堂三樓舉行中外記者招待會:12：「一九四九年一月美國駐華大使司徒雷登曾派人對我說，蔣介石挾軍隊逃往台灣，台灣地位尚未確定，因此對蔣介石很不滿。一九五五年美國共和黨派人找我，要我出山，取蔣介石而代之。我告誡台灣當局要小心，以免步南朝鮮李承晚後塵。我與蔣先生共事幾十年，意見相左，但並無仇恨，如果蔣先生願意和平解決台灣問題，我宗仁赴湯蹈火在所不辭。蔣先生目前處境尷尬，望國民黨同仁好自為之，望台灣同仁和海外各方人士認清民族大義和大勢所趨，不要一誤再誤，毅然奮起，率相來歸，為祖國最後統一作出貢獻！」11月5日中午，全国人大常委会副委员长程潜和夫人郭翼青设宴欢迎李和郭德潔。
1966年2月，李堅持要參觀海南岛，很想了解:19。當時，李很想了解具體戰況與軍事設施:19。在海口時，李很注意戰鬥機不時在空中飛行，並問空軍是否24小時在空中巡邏:19？美機是否經常飛來:19？解放軍高射炮打多高:19？在去榆林港途中問訊雷達設備，見到飛機就觀察兩邊山頭，當時接待李之軍方人員十分尷尬，只是在榆林港安排他坐艦艇在海上兜圈，依稀見到一些軍事設施:19。2月28日，李偕郭德潔和程思遠等，從湛江乘專機飛南寧，受到韋國清和夫人許其倩等熱烈歡迎和宴請:19。
1966年3月8日，廣西醫學院曾懷瑞大夫便向李和平副部長報告說，郭德潔病情隨時可能突然惡化:22。郭德潔陷於昏迷狀態:352。3月16日，李接到南寧來電，報告郭德潔病情惡化:21。3月19日，郭德潔用專機送回北京:352。於是，李決定中止參觀，提前返回南寧:21。郭德潔在北京醫院繼續搶救無效:352。3月21日零時30分，郭德洁因乳腺癌在北京病逝:22。在李同意下，將郭之美籍身份證拿去國務院辦歸宗手續:352。3月23日上午，在北京醫院舉行有周、彭真等人參加之向郭德潔遺體告別儀式:352。
郭德潔遽然去世，使李觸目傷心:24。在郭德潔遺體告別儀式上，周再三囑咐李要節哀，保重身體:24。同時，周還建議李之舊友陪同李外出走走，轉換環境，排遣情懷:24。
郭德潔去世後，誰來照顧李晚年生活，成為實際問題:25-26。經人介紹，李結識北京某醫院護士胡友松:26。经张成仁介绍，周同意，27歲之胡友松与76岁之李完婚。7月25日，李與胡友松履行正式結婚手續:26。婚後，李和胡友松去北戴河:26。

### 文革時受保護

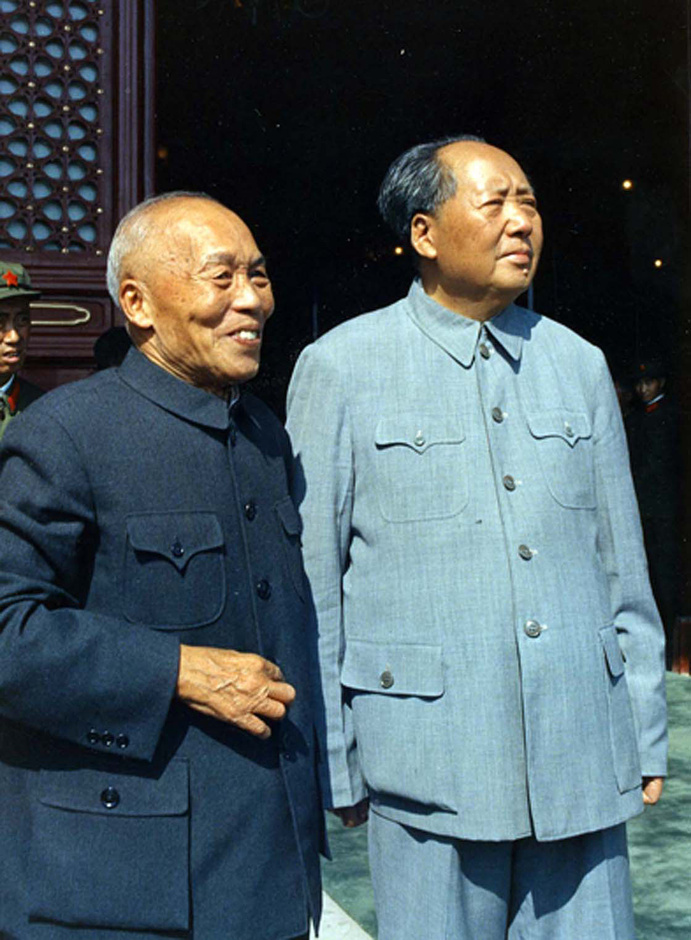
1966年10月1日，毛泽东与李在天安门城楼上。

1966年發生「文化大革命」。随着“文革”的深入，有关单位的群众要到李宗仁家中批斗。周得知此事後，當即指示：不能進到李宗仁家裡去，不能在李宗仁先生家裡搞鬥爭:26。9月15日，周親自安排由國務院管理局高富有接李到三〇一医院貼身保護:26。
1966年10月1日，毛澤東在天安門城樓上見到應邀參加國慶典禮之李，特意與李熱情握手:26。毛澤東對李說：「請多保重身體，共產黨不會忘記你的。」:26隨後，毛澤東請李來到休息室去吃茶:26。在休息室，毛澤東和李最後一次談話，中心意思是談「文化大革命」之事:26。坐下之後，毛澤東點起香煙，邊吸邊說群眾是發動起來，群眾一起來，那就不能完全依靠個人之想法去做:358。毛澤東説火頭是他自己燒起來，點火容易滅火難；看來這火還要燒一個時期:358。接着毛澤東問李對這場文化大革命有什麼看法和意見，希望李坦率談談:358；李謙遜地説：「毛主席高瞻遠矚，英明偉大，古今中外任何國家領袖，沒有一個人能有這麼大的魄力來發動這場革命。目前雖然稍亂一點，但是為子孫後世着想是有很大代價的。」:359毛澤東說明當前問題很多，要一件一件地去解決；譬如紅衛兵小將們給各民主黨派下「哀的美敦書」，勒令限期取消組織，這是不可以:359。毛澤東明確說：「紅衛兵小將們向各民主黨派限期取消民主黨派組織，這是不對的。聽說他們要砸爛政協，要徹底毁滅統一戰線，這更是不對的。民主黨派不能取消，這要對紅衛兵說清楚，有些人可能聽不進去，但這要好好地做工作，說服教育他們。」:26毛澤東講完問李說：「李先生，你的看法怎麼樣？」:359李急忙連聲說：「毛主席英明高見，我從前根本不曉得這些道理，今天算是頓開茅塞。」:359接著，毛澤東對李説明把統一戰線在民主革命中和社會主義時期統一戰線之必要:26。

### 晚年及逝世
1967年，公安部大肆追查「梅花黨」案件。有人對郭德潔不輕易放過，並藉以攻擊:23。當時在王府井大街上出現一張大字報，說郭德潔是美國特務組織梅花黨負責人，負有中央情報局特殊使命來中國做特務工作，說該組織用梅花型胸針作為聯絡標誌:23。還把當時被誣陷成「美國中央情報局長期潛伏的高級戰略特務」王光美和郭聯繫起來:23。謠言借造反小報像雪片似飛遍全國:23-24。其政治企圖主要是抹黑周恩來:24。
1968年8月以後，李身體每況愈下，晚年在美國已患肺氣腫，經常患感冒發燒住院，同時發現有十二指腸癌:26。9月30日，李扶病參加周恩來舉行之國宴，但回家後即感身體難以支持，第二天便又回住醫院，天安門城樓檢閱觀禮也未能出席:26。李此次出席國宴，便是他最後一次公開露面之政治活動:26。
1969年1月下旬，李病重消息很快由北京醫院報告到中共中央統戰部:26。周極度緊張工作，見到關於李病重之報告:26。他立即做批示：要盡一切可能搶救:26。1月26日，在病危中，李對在床邊的尹冰彥和胡友松說：「我的日子不會再有多久了。我能夠回來死在自己的國家裡，這是了我一件最大的心願。」:361李氣喘吁吁，説話很困難，停了一會又説，「回來以後，本想在台灣問題上，做點工作——我的那些想法，曾對你講過，還沒來得及向周總理提出，現在什麼都來不及了。台灣總是要統一的，可惜我是看不見了。這是我沒有了卻的一桩心事。那些書（指李帶回的很多線裝書，如《二十四史》、《四部備要》等等），送給廣西圖書館。書畫送給政府。那幾瓶酒送給毛主席、周總理吧！」:361-3621月30日，李病情惡化，醫護人員用盡一切措施搶救，延續生命，甚至用振搏器幫助呼吸也無效:27。午夜12時，李溘然長逝，享年78歲:27。
對於李去世，中共中央統戰部立即寫下治喪報告:27。1月31日，周審閱李之治喪報告，親自將遺體告別儀式「擬由全國政協副主席傅作義主持」改為「由全國政協主席周恩來主持」，並安排《大公報》、《文匯報》發表李病逝消息，同時刊登李照片；還在參加遺體告別儀式名單上加上國務院副總理謝富治和全國人大副委員長郭沫若:444。毛澤東批准報告:27。2月1日:362，在八寶山革命公墓為李舉行一個簡單骨灰安放儀式:27。周參加李骨灰安放儀式，是最高之禮遇:28。參加李骨灰安放儀式有10來個人，是有影響有分量人士:28。周宣佈李骨灰安放儀式開始，大家分別向李骨灰盒鞠躬告別:28。周在儀式上說，李臨終前寫的信，是一個「歷史文件」：「我在一九六五年毅然從海外回到祖國所走的這一條路是走對了的。……在這個偉大的時代，我深深地感到能成為中國人民的一分子是一個無比的光榮。……在我快要離開一世的最後一刻，我還深以留在台灣和海外的國民黨人和一切愛國的知識分子的前途為念。他們目前只有一條路，就是同我一樣回到祖國懷抱……」:362隨後，周走來握著胡友松之手說：「李先生逝世了，以後你有什麼困難，國家會照顧你的。」:28胡友松在骨灰盒上寫着：李宗仁先生千古:28。事後，李骨灰安放在八寶山革命公墓第一室:28。

## 中華人民共和國的評價
「西安事變」和平解決以後，毛泽东會見李特使劉仲容時說：「广西这几年跟蒋介石闹独立。广西是个有名的穷省份，闹起饥荒来，灾民常逃到湖南来。湖南的农民讨不到老婆的，就娶广西的妹子。李先生凭什么闹独立？据说，这几年，没有南京政府的财政支持，不仅撑得住局面，还被人称赞为全国的模范省。我看李宗仁是个有本事的人。」:48、「沒有本事是鬧不起獨立的。我看李宗仁先生確實是一個有本事的人。許多在蔣介石政權下沒法實現的事情，他在廣西都辦到了。怪不得老蔣對廣西也耿耿於懷。」:49
李當年崇敬孫中山，響應孫主張，統一廣西，促進兩廣統一，為北伐奠定基礎:2。在北伐中，李之廣西部隊打到山海關，立下不少功勞:2。「在抗日戰爭中，李宗仁肯于和中國共產黨合作，血戰台兒莊，並領導所轄戰區部隊積極作戰，建立了一定的功勳。同時，李宗仁長期堅持反共立場，對中國共產黨犯有罪行，是中國人民解放軍通緝的首要戰犯之一。」:2
李與蔣長期共事后，最後與蔣決裂，分道揚鑣:3。他對於美國懷有幻想，曾企圖依靠美國政府，搞「第三勢力」:3。他開始轉變政治立場:3。

## 著作

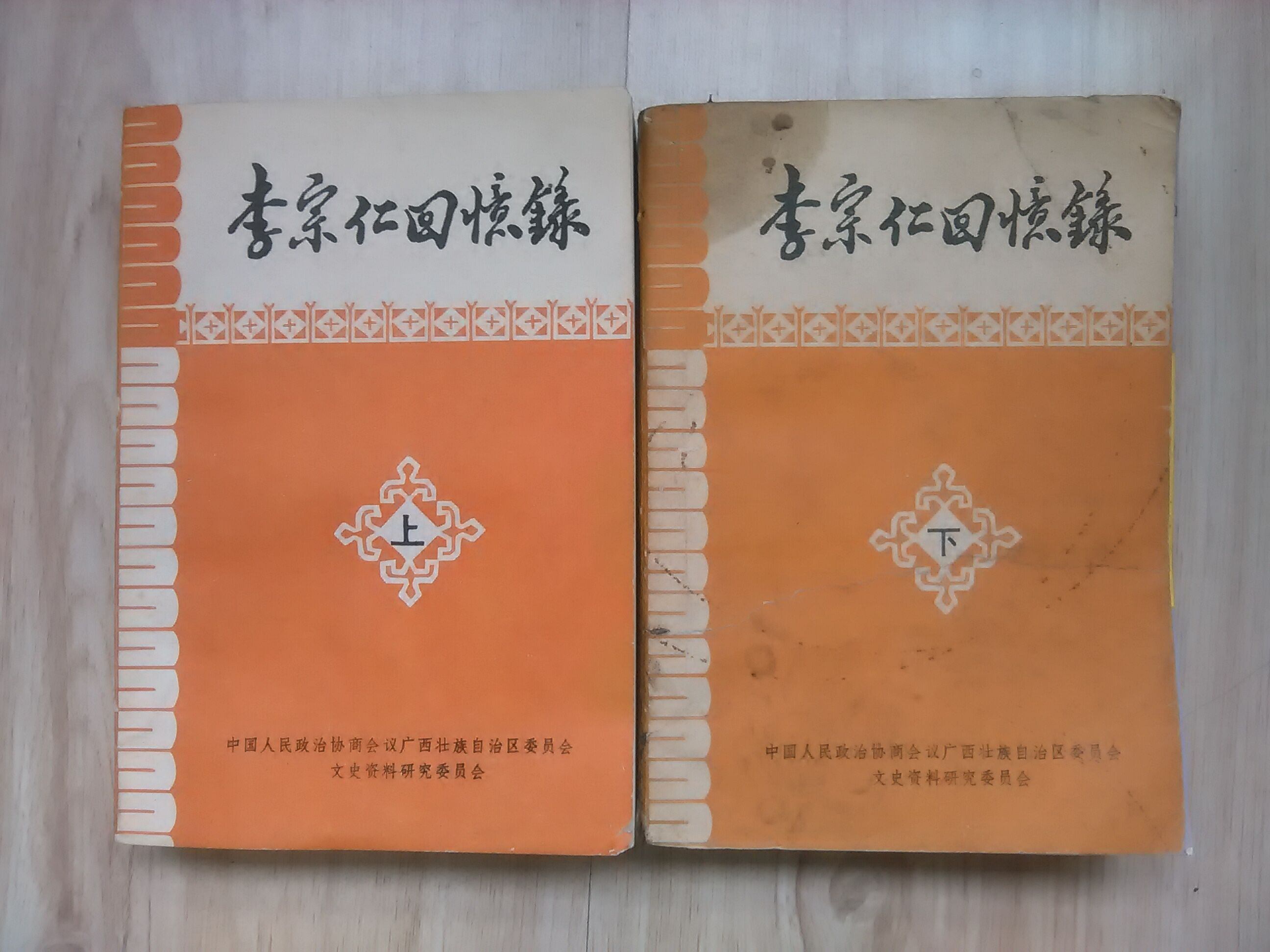
李宗仁回忆录，1980年广西政协版

《李宗仁回忆录》上下，1980年广西人民出版社。
李宗仁在美国时与哥伦比亚大学合作，进行口述历史研究，由唐德刚笔录整理。

## 軼事
1965年7月26日上午，毛泽东在中南海会见李一行。他们刚刚坐定，毛幽默地以浓重湖南乡音对李说:333：「嘿！嘿！德邻先生，你这一次归国，是误上贼船了。台湾当局口口声声叫我们做‘匪’，还叫祖国大陆做‘匪区’，你不是误上贼船是什么呢！」程思远连忙替李答道:333：“我们搭上这一条船，已登彼岸 。”彭真跟着說：「是的，登了彼岸。」:333毛澤東和大家哈哈大笑起來:333。

### 引用
1. 1 2 3 4 5 6 7 8 9 10 11 12 13 14 15 16  唐德剛. 張其昀 , 编. . 中國文化大學.   [2011-08-31]. （原始内容存档于2012-11-02）.
2. ↑  郭廷以 (编). . 台北: 中央研究院近代史研究所. 1979. 甲、中央政治會議決議任蔣中正為特級上將，閻錫山、馮玉祥、張學良、何應欽、李宗仁、朱培德、唐生智、陳濟棠為一級上將。
3. ↑  . Time Magazine. 1950-03-13  [2015-04-03]. （原始内容存档于2015-04-06）. When China's Nationalists retreated from their refugee capital of Chungking last November, Acting President Li Tsung-jen did not go with them. Instead, Li took a plane to Hong Kong, announced he would enter a hospital for treatment of an old stomach ailment. Ever since then, Nationalist China's fight against Communism has been directed by Chiang Kaishek, who came out of retirement to take over unofficially in Li's absence. Li tarried in Hong Kong for two weeks, then came to the U.S. for an operation, bringing his family with him.
4. 1 2 3 4 5 6 7 8 9 10 11 12  尹承綱. . 中國人民政治協商會議全國委員會文史資料研究委員會《文史資料選輯》編輯部  (编). . 北京: 中國文史出版社. 1985.
5. 1 2 3 4 5 6 7 8 9 10 11 12 13 14 15 16 17 18 19 20  陳雷等編著. . 台北: 傳記文學出版社. 1978-06-01.
6. 1 2 3 4 5 6 7 8 9 10 11 12 13 14  李宗仁口述、唐德剛撰寫.  初版. 台北: 遠流出版. 2010-02-01.
7. 1 2 3 4 5 6 7 8 9 10 11 12 13 14 15 16 17 18 19 20 21 22 23 24 25 26 27 28 29 30 31 32 33 34 35 36 37 38 39 40 41 42 43 44 45 46 47 48 49 50 51 52 53 54 55 56  韓信夫、劉明逵、郭永才、王明湘、齊福霖、范明禮、張允侯、張友坤、章伯鋒、胡柏立、耿來金、劉壽林、鍾碧容、鍾卓安、陳崧、王好立、朱信泉、任澤全、蔡靜儀、丁啟予、陳永福、嚴如平、柏宏文、吳以群、羅文起、查建瑜、婁獻閣、白吉庵、李靜之、張小曼、石芳勤、徐玉珍、江紹貞、熊尚厚、吳以群、劉一凡、郭光、郭大鈞、王文端、李起民、李隆基、常丕軍、劉敬坤、陳道真、李振民、張振德、梁星亮、陳仁庚、董國芳、張守憲、王榮斌、陳敏、章笑明、汪朝光、卞修躍、賈維、陳民、朱宗震編著. 李新總主編，中國社會科學院近代史研究所中華民國史研究室，韓信夫、姜克夫主編 , 编. . 北京: 中華書局. 2011. ISBN 9787101079982.
8. ↑  白先勇編著. . 香港: 天地圖書. ISBN 9789882198111.
9. ↑  傅宁军. . 北京: 人民文学出版社.
10. 1 2 3 4 5 6 7 8 9 10 11 12 13 14 15 16 17 18 19 20 21 22 23 24 25 26 27 28 29 30  程思遠.  第2版. 北京: 華藝出版社. 1996.
11. 1 2 3 4 5 6 7 8 9 10 11 12 13 14 15 16 17 18 19 20 21 22 23 24 25 26 27 28 29 30 31 32 33 34 35 36 37 38 39 40 41 42 43 44 45 46 47 48 49 50 51 52 53 54 55 56 57 58 59 60 61 62 63 64 65 66 67 68 69 70 71 72 73 74 75 76 77 78 79 80 81 82 83 84 85 86 87 88 89 90 91 92 93 94 95 96  全國政協文史資料委員會 (编). . 北京: 中國文史出版社. 2000. ISBN 978-7-5034-1065-9.
12. 1 2 3 4  .   [2015-10-27]. （原始内容存档于2016-02-16）.
13. 1 2 3 4 5 6 7 8  李守孔. . 台北: 三民書局. 1973. ISBN 9571406635.
14. 1 2 3 4 5 6 7 8 9 10 11 12 13 14 15 16  蔣經國. . . 台北: 正中書局. 1988.
15. ↑  董顯光在《蔣總統傳》第513頁稱：「所謂暫行引退，並不是説蔣總統已放棄其總統職位。中國憲法並無關於總統辭職的規定。蔣總統把職權交與副總統代理，係根據憲法第四十九條中『總統因故不能視事時，由副總統代行其職權』一段之規定，並根據此一段之規定頒發文告，請李副總統代行其職權。他的引退，既不是辭職，亦非長久退職。他仍繼續擔任國民黨總裁。」
16. ↑  李宗仁代行總統職權，誓詞如下：「總統蔣公軫念國家之艱危，顧恤人民之痛苦，促成和平之早日實現，決然引退。宗仁依據中華民國憲法第四十九條之規定，代行總統職權，自揣庸愚，膺茲重任，曷勝惶恐。唯是宗仁追隨總統革命二十餘年，深知其處事持躬悉以國家人民為重，而對於個人之進退出處，嚴謹光明，心志既決，不可移易。宗仁仰承督責，不容辭謝， 唯有黽勉將事，效忠國家，冀使中樞之政務不墜，而總統救國救民之志業有成。所望我全體軍民抒誠合作，文武官吏各安職守，精誠團結，一德同心，本和平建國之方針，為民主自由而努力，國家民族實利賴之。」
17. 1 2  劉維開. . 呂上芳主編  (编). . 香港: 商務印書館. 2009. ISBN 9789620764264.
18. 1 2 3 4 5 6  呂芳上總策畫，朱文原、周美華、葉惠芬、高素蘭、陳曼華、歐素瑛編輯撰稿. . 台北: 國史館. 2012. ISBN 978-986-03-3586-6.
19. ↑  李宗仁口述、唐德剛撰寫.  初版. 台北: 遠流出版. 2010-02-01. （李宗仁自稱孫科）私下交還給他，叫他不要洩氣而應和李協調一致，共同克服政府之危機。
20. ↑  李宗仁口述、唐德剛撰寫.  初版. 台北: 遠流出版. 2010-02-01. （李宗仁自稱孫科）要求李宗仁解脫其職責。
21. 1 2  宋希濂：〈大勢已去的國共戰爭——國軍在西南、西北的大崩潰〉，刊《大對抗（下）：海變》，香港：中原出版社，1991年
22. ↑  程思遠. . 北京: 文史資料出版社. 1980.
23. 1 2  王景弘編譯 (编). . 台北市: 玉山社出版. 2011. ISBN 978-986-294-000-6.
24. ↑  李宗仁口述、唐德剛撰寫.  初版. 台北: 遠流出版. 2010-02-01. （李宗仁稱）：「五月二日廣州中央並推居正、閻錫山、李文範三人隨白崇禧飛桂林促駕。」
25. ↑  蔣經國. . . 台北: 正中書局. 1988. （李宗仁）「表示彼將迎合美國對華政策之改變」
26. ↑  〈蔣總統致鄭彦棻電，1949年6月13日，《蔣總統引退與後方佈置》﹙上﹚，《革命文獻》，第二十八冊，《蔣中正總統檔案》，台北：「國史館」藏
27. ↑  〈李宗仁呈蔣總統寒電〉，1949年6月14日，《蔣總統引退與後方佈置》﹙上﹚，《革命文獻》第28冊，《蔣中正總統檔案》，台北「國史館」藏
28. ↑  〈洪蘭友致蔣中正電〉，1949-09-01，台北「總統府」編，《京滬撤守前後之戡亂局勢》上，《革命文獻》戡亂時期第三十一冊
29. ↑  「總統府」事略室編：《蔣中正總統文物·事略稿本》，1949-08-23，台北「國史館」藏
30. ↑  Chin, Angelina. . New York: Columbia University Press. 2023: 64. ISBN 9780231558211.
31. 1 2  程思遠：〈白崇禧部隊的覆沒〉，刊《大對抗（下）：海變》，香港：中原出版社，1991年
32. ↑  蔣經國. . . 台北: 正中書局. 1988. 李宗仁謂其「胃疾復發，赴美就醫」，一俟「短期內病愈後，即續負應盡之責」
33. ↑  程思遠. . . 台北: 風雲時代出版. 1992. 「（李宗仁）與夫人郭德潔、長子李幼鄰、幼子李志聖及前內政部長李漢魂」，隨從由香港「飛抵紐約，入長老會醫院割治胃潰瘍宿疾。臨行前囑程思遠帶他的親筆信以專機飛海口晤白崇禧」
34. ↑  程思远：〈我在香港从事第三势力活动的前前后后〉
35. ↑  郭廷以：《中華民國史事日誌》·民國三十八年
36. ↑  杨天石：〈蒋介石在台复行视事前后〉
37. 1 2 3 4  松田康博：〈蔣介石的領導風格與遷台戰略〉，刊呂芳上主編：《論民國時期領導精英》，香港：商務印書館，2009年12月，ISBN 978-962-07-6426-4
38. ↑  顾维钧著：《顾维钧回忆录》(七)，北京，中华书局，1989年
39. ↑  《中央日报》，台北，1950年2月2日
40. ↑  周宏濤口述、汪士淳撰寫. . 台北: 天下遠見出版. 2003-09-30. 理由是：「在此留醫期間，除施行手術之三數日外，對府院各方所來函電、府院命令，均親自批閱，照常公布，並未因病而受絲毫影響。至於執行部分，係由行政院負責處理，故不特府務無廢弛之虞，政務亦無中斷之慮。」（周氏錄於1950年日記）
41. ↑  《中央日报》，台北，1950年2月5日
42. 1 2  張之傑等：《20世紀臺灣全紀錄》，台北：錦繡出版社，1991年
43. ↑  《中央日报》，台北：中央日報社，1950年2月21日
44. 1 2  秦孝儀編：《總統蔣公大事長編初稿》卷九，台北：中正文化基金會，2002年
45. ↑  周宏濤口述、汪士淳撰寫. . 台北: 天下遠見出版. 2003-09-30. 孔祥熙在電文中說，李宗仁近日接到中央非常委員會及監察院等單位的不返國即辭職電文，而白崇禧等也有同樣目的的電文給李，李宗仁認為必定是有人指示才會如此。甘介侯透過孔祥熙傳話說：「李接任時是代理總統之職，並非代理蔣先生，因蔣先生曾數次明白表示辭職下野即為一普通公民，而在憲法上李已經成為合法的代總統，即使因病辭職，也應由行政院長暫代，三月後再開國民大會重新選舉，故若台灣過於為難，則李將公開發表指摘現在台灣之政府及將成立之軍政府皆不合法，違反憲法。如此必使華府反對援華者多一藉口，對公對私皆不利。若蔣先生欲復職，應停止一切惡意攻擊，而以溫和語氣來商洽，則李願意對外宣稱當時是代理蔣先生職務，今因病不能返國，即請蔣先生復職，李仍任副總統。」（周氏錄於1950年日記）
46. ↑  周宏濤口述、汪士淳撰寫. . 台北: 天下遠見出版. 2003-09-30. 決議文如下：「李同志既以健康復不克遽行回國，而總統去年因故不能視事之原因又經消失，允宜本救國救民之夙志，返主中樞共圖安攘，本會認為事機萬急，不容再計，應依照去年十一月廿七日及十二月三日兩項臨陣會議之決議，請總裁復行視事，繼續行使總統職權，以挽此危疑震撼之局面……」（周氏錄於1950年日記）
47. ↑  周宏濤口述、汪士淳撰寫. . 台北: 天下遠見出版. 2003-09-30. 這天晚上，蔣公夫婦約官邸工作人員及眷屬聚餐……席間黃少谷報告他與邱昌渭等桂系官員的接洽情形，並且詢問蔣公，復行視事時間是否定為三月一日？蔣公回答可以。復行視事就此定案……
48. ↑  周宏濤口述、汪士淳撰寫. . 台北: 天下遠見出版. 2003-09-30. 中常會在台北賓館召開，對復職事做最後討論。
49. ↑  周宏濤口述、汪士淳撰寫. . 台北: 天下遠見出版. 2003-09-30. 杜總統預定三月二日中午與他共餐，並由其顧問甘介侯作陪。
50. ↑  周宏濤口述、汪士淳撰寫. . 台北: 天下遠見出版. 2003-09-30. 包括白崇禧、李品仙等桂系將領在內，都來參加儀式。
51. ↑  周宏濤口述、汪士淳撰寫. . 台北: 天下遠見出版. 2003-09-30. 二日上午，蔣公收到李宗仁自填於「二月二十八日」自紐約的來電……電文是這麼寫的：「草山蔣介石先生惠鑒：弟以胃病嚴重，來美割治而出國。未久即聞不肖之徒慫恿先生乘間奪取總統職權，雖傳者異口同聲，而弟基於法理人情頗難置信。現弟休養期滿準備返國，今日報載忽有先生將於三月一日復任總統之消息。查先生於去年一月二十一日宣佈引退，弟即依法執行總統職權。憲法上所謂代理者，係代理總統職權，而非代理個人；先生引退後已為平民，與總統職權已無關係，有何代理可言？故先生非經國民大會之選舉，決無再任總統之任何法律根據。而弟所代行之總統職權非經國民大會之罷免，根據法律任何個人或機關均無權撤銷。先生此種舉動不惟國憲所不容，且為世人所不齒。際此國家命脈不絕於縷，先生一念之差，安危所繫，袁世凱破壞約法之殷鑑至可警惕。弟為維護此艱難締造之根本大法起見，不能不代表全國人民向先生提出嚴重警告，敬希懸崖勒馬，免為千古罪人，國家幸甚。宗仁丑儉（按：二月二十八日）」（周氏錄於1950年日記）
52. ↑  周宏濤口述、汪士淳撰寫. . 台北: 天下遠見出版. 2003-09-30. 電文如下：「副總統德鄰吾兄勳鑒：自兄以胃疾出國就醫，瞬已三月，各方佇候言旋，中正企望尤切。而兄以健康未復，歸期難定。乃者史毛盟約宣布，國家危難日深，人民望救益急，中樞軍政不能久失秉承，在此憂危震駭之中，群情更責望於中正之一身。茲為遵循民意，挽救危機，乃於三月一日復行視事，繼續行使總統職權。一年以來，我兄代主國政，宵盰辛勞，公私交感，無時或已。今雖養病海外，固知憂國之殷無間遐邇，亟望早告康復，並請代表中正訪問美國朝野後，從速命駕返台，共濟艱危，藉匡不逮，敢佈胸臆，無任神馳。蔣中正寅東」（周氏錄於1950年日記）
53. ↑  《中央日報》，台北：中央日報社，1950年3月2日
54. ↑  周宏濤口述、汪士淳撰寫. . 台北: 天下遠見出版. 2003-09-30. 據顧維鈞的報告指出，杜魯門二日接見李宗仁並共進午餐之前，先是於答覆記者詢問時表示，他所以邀請「李將軍」午餐，是因為李是中國總統；到了傍晚這段談話由國務院發言人聲明更正，宣稱國務院已接到正式通知，蔣先生已復總統職，美國政府承認蔣先生為中華民國政府領袖，至於何人為總統的問題，應由中國政府決定。……杜魯門總統僅要表明，當初邀李將軍晤面，是因為他的代總統身分，蔣先生復職尚未成為問題；且午餐純係交際性質，並沒有談到政治問題。
55. ↑  周宏濤口述、汪士淳撰寫. . 台北: 天下遠見出版. 2003-09-30. 李宗仁並告訴美聯社，二次大戰把蔣介石自日本人手中救出，目前蔣氏希望美蘇發生第三次世界大戰，以期再得救。他又說，他目前仍有「忠烈的支持者」張發奎將軍，並請張在廣州發動地下工作。二十一日，李宗仁又在紐約聲稱，他將於最短期之內返國，組織第三集團，以反共及「反蔣」；同時他也將在廣西四圍地區，領導五十餘萬桂系游擊部隊，至於先前向共軍投降的二十萬桂系部隊，純粹是因為對國民黨政府不滿所致。不過，曾擔任陸軍總司令、滯留香港的張發奎，隨後發表聲明否認此事。李宗仁的行徑連白崇禧都反對，白沒多久就去信規勸，希望他不要再做親者痛、仇者快的事。白崇禧發言封信的同時，也以書面向蔣公報告他的這個動作。
56. 1 2  程思遠：〈李宗仁與蔣介石決裂的經過〉，刊《大對抗》，台北：風雲時代出版公司，1992年
57. 1 2 3 4 5 6 7 8 9 10 11 12 13 14 15 16 17 18 19 20 21 22 23 24 25 26 27 28 29  . 北京: 中國文史出版社. 2010. ISBN 978-7-5034-2628-5.
58. 1 2  楊明偉. . 北京: 中央文獻出版社. 2000.
59. ↑  原載《人民日報》，1965年7月21日，北京：人民日報社，刊李宗仁口述、唐德剛撰寫：《李宗仁回憶錄》（下），台北：遠流出版，2010年2月1日初版
60. 1 2 3 4 5 6  劉丕林. . 《人民文摘》. 人民網. 2014-05-01  [2015-05-02]. （原始内容存档于2014-07-08）.
61. ↑  . 腾讯历史. 2017-03-10  [2017-03-13]. （原始内容存档于2017-03-13） （中文）.